# Ef (гурт)
Ef — шведський пост-роковий гурт із Ґетеборґа. Музиканти мало застосовують спів, зате використовують багато інструментів. Гурт видав три альбоми та здійснив кілька турів багатьма європейськими країнами.

## Учасники
Теперішні
- Томас Торссон (Tomas Torsson) — гітара, спів, акордеон
- Даніель Еман (Daniel Öhman) — гітара, спів, лептоп
- Ніклас Острем (Niklas Åström) — ударні, мелодійна гармоніка

Колишні
- Клес Н. Стренберґ (Claes N. Strängberg)
- Йонатан Гаммар (Jonatan Hammar)
- Мікаель Гіллетґорд (Mikael Hillergård)

## Дискографія
- Give Me Beauty… Or Give Me Death! (2006)
- I Am Responsible (2008)
- Mourning Golden Morning (2010)
- Delusions of grandeur (2012)
- Ceremonies (2013)